# Mytiloida
Mytiloida Ferussac, 1822, frequentemente referida por mitiloides, é uma ordem de moluscos da subclasse Pteriomorphia. Actualmente inclui uma única família, a família Mytilidae.